# Simone Parodi
Simone Parodi (* 16. Juni 1986 in Sanremo) ist ein italienischer Volleyballspieler.

## Karriere
Parodi begann seine Karriere 2005 bei Bre Banca Lannutti Cuneo. In der folgenden Saison spielte er beim Zweitligisten Famigliulo Corigliano, bevor er 2007 nach Cuneo zurückkehrte. 2008 debütierte der Außenangreifer in der italienischen Nationalmannschaft. Danach stand er ein Jahr bei Marmi Lanza Verona unter Vertrag, ehe er zum dritten Mal nach Cuneo kam. 2010 wurde er mit dem Verein italienischer Meister und gewann außerdem den CEV-Pokal. 2011 folgte der Sieg im nationalen Pokalwettbewerb. Mit der Nationalmannschaft erreichte Parodi das Endspiel der Europameisterschaft. Anschließend wechselte er zum Ligakonkurrenten Lube Macerata. Dort gewann er 2012 erneut die italienische Meisterschaft. Mit Italien gewann er bei den Olympischen Spielen in London die Bronzemedaille.